# لتیشیا رایت
لتیشیا میشل رایت (به انگلیسی: Letitia Michelle Wright؛ زادهٔ ۳۱ اکتبر ۱۹۹۳) بازیگر بریتانیایی است که اصالتی از گویان دارد. او بیشتر برای ایفای نقش شوری در دنیای سینمایی مارول شناخته می‌شود. رایت برای هنرنمایی‌های خود نامزد جوایز امی، ساترن، ستلایت و برنده جوایزی همچون جایزه ستاره نوظهور بفتا و جایزه انجمن بازیگران فیلم شده‌است.

## اوایل زندگی
لتیشیا رایت در جرج تاون پایتخت کشور گویان به دنیا آمد. زمانی که او هفت سال داشت خانواده او به لندن مهاجرت کردند و او در لندن به تحصیل پرداخت. او در سال ۲۰۱۱ و با بازی در چند سریال انگلیسی فعالیت حرفه‌ای خود را آغاز کرد. رایت در سال ۲۰۱۸ با بازی در فیلم پلنگ سیاه در نقش شاهدخت شوری به شهرت دست یافت.

## فیلم‌شناسی

### فیلم
| سال  | عنوان                     | نقش              | یادداشت‌ها                  | منبع  |
| ---- | ------------------------- | ---------------- | -------------------------- | ----- |
| ۲۰۱۱ | قربانی                    | نایلا            |                            |       |
| ۲۰۱۲ | برادر من شیطان            | عایشه            |                            |       |
| ۲۰۱۵ | سرود شهری                 | جیمی هریسون      |                            |       |
| ۲۰۱۸ | مسافر همیشگی              | ژول اسکیت بورد   |                            | [ ۱ ] |
| ۲۰۱۸ | پلنگ سیاه                 | شوری             |                            |       |
| ۲۰۱۸ | بازیکن شماره یک آماده     | رب               |                            |       |
| ۲۰۱۸ | انتقام‌جویان: جنگ ابدیت    | شوری             |                            |       |
| ۲۰۱۹ | جزیره گواوا               | یارا لاو         |                            | [ ۲ ] |
| ۲۰۱۹ | انتقام‌جویان: پایان بازی   | شوری             |                            |       |
| ۲۰۲۱ | آواز ۲                    | نوشی (صدا)       |                            | [ ۳ ] |
| ۲۰۲۲ | مرگ بر روی نیل            | روزالی اوتربورن  |                            | [ ۴ ] |
| ۲۰۲۲ | دوقلوهای خاموش            | جون گیبون        | همچنین تهیه‌کننده           | [ ۵ ] |
| ۲۰۲۲ | عایشه                     | عایشه اوساجی     |                            | [ ۶ ] |
| ۲۰۲۲ | پلنگ سیاه: واکاندا تا ابد | شوری / پلنگ سیاه |                            | [ ۷ ] |
| ۲۰۲۳ | احاطه‌شده                  | موسی واشینگتن    | پس‌تولید؛ همچنین تولیدکننده | [ ۸ ] |

### تلویزیون
| سال  | عنوان         | نقش         | یادداشت‌ها                        |
| ---- | ------------- | ----------- | -------------------------------- |
| ۲۰۱۱ | شهر هالبی     | الی مینارد  | قسمت: «دید تونلی» و «عبور از خط» |
| ۲۰۱۱ | تاپ بوی       | شانتل       | نقش تکرارشونده (فصل ۱)           |
| ۲۰۱۱ | تصادفی        | دختر ۳      | فیلم تلویزیونی                   |
| ۲۰۱۳ | بالا آمدن     | هانا        | قسمت: «دختر بزرگ»                |
| ۲۰۱۴ | تعقیب سایه‌ها  | تیلور دیویس | قسمت: «فقط اتصال: قسمت ۱ و ۲»    |
| ۲۰۱۴ | دختران گلاسکو | امل         | فیلم تلویزیونی                   |
| ۲۰۱۵ | موز           | ویوین اسکات | نقش تکرارشونده                   |
| ۲۰۱۵ | خیار          | ویوین اسکات | نقش تکرارشونده                   |
| ۲۰۱۵ | دکتر هو       | آناهسون     | قسمت: «با کلاغ روبرو شوید»       |
| ۲۰۱۶ | هیومنز        | رنی         | نقش تکرارشونده (فصل ۲)           |
| ۲۰۱۷ | آینه سیاه     | نیش         | قسمت: «موزه سیاه»                |
| ۲۰۲۰ | اسمال اکس     | آلتهیا جونز | قسمت: «مانگرو»                   |
| ۲۰۲۱ | من هستم…      | دانیال      | قسمت: «من دنیل هستم»             |

جوایز و نامزدی‌ها
| سال  | جایزه                            | رده                                                                    | اثر       | نتیجه    | منبع   |
| ---- | -------------------------------- | ---------------------------------------------------------------------- | --------- | -------- | ------ |
| ۲۰۱۸ | جوایز امی ساعات پربیننده         | بازیگر نقش مکمل زن برجسته در یک سریال یا فیلم محدود                    | آینه سیاه | نامزدشده | [ ۱۰ ] |
| ۲۰۱۸ | جوایز ساترن                      | بهترین اجرای یک بازیگر جوان تر                                         | پلنگ سیاه | نامزدشده | [ ۱۱ ] |
| ۲۰۱۸ | جایزه سینمایی و تلویزیونی ام‌تی‌وی | جایزه سینمایی ام‌تی‌وی برای بهترین اجرای دو نفره روی صحنه                | پلنگ سیاه | نامزدشده | [ ۱۲ ] |
| ۲۰۱۸ | جایزه سینمایی و تلویزیونی ام‌تی‌وی | جایزه سینمایی و تلویزیونی ام‌تی‌وی                                       | پلنگ سیاه | نامزدشده | [ ۱۲ ] |
| ۲۰۱۸ | جوایز برگزیده نوجوانان           | بازیگر برگزیده فیلم علمی تخیلی                                         | پلنگ سیاه | برنده    | [ ۱۳ ] |
| ۲۰۱۸ | جوایز برگزیده نوجوانان           | جوایز برگزیده نوجوانان                                                 | پلنگ سیاه | نامزدشده | [ ۱۳ ] |
| ۲۰۱۹ | جایزه ایمیج                      | عملکرد برجسته در یک فیلم سینمایی                                       | پلنگ سیاه | برنده    | [ ۱۴ ] |
| ۲۰۱۹ | جایزه ایمیج                      | بازیگر نقش مکمل زن برجسته در یک فیلم سینمایی                           | پلنگ سیاه | نامزدشده | [ ۱۵ ] |
| ۲۰۱۹ | جوایز انجمن بازیگران فیلم        | جایزه انجمن بازیگران فیلم برای گروه بازیگران برجسته در یک فیلم سینمایی | پلنگ سیاه | برنده    | [ ۱۶ ] |
| ۲۰۱۹ | جوایز فیلم بفتا                  | جایزه ستاره نوظهور بفتا                                                | خودش      | برنده    | [ ۱۷ ] |
| ۲۰۲۰ | انجمن منتقدان فیلم شیکاگو        | جایزه انجمن منتقدان فیلم شیکاگو برای بهترین بازیگر نقش مکمل زن         | اسمال اکس | نامزدشده | [ ۱۸ ] |
| ۲۰۲۰ | جایزه ستلایت                     | جایزه ستلایت برای بازیگر زن مکمل – سریال، مینی‌سریال یا فیلم تلویزیونی  | اسمال اکس | نامزدشده | [ ۱۹ ] |
| ۲۰۲۲ | جایزه ایمیج                      | عملکرد برجسته شخصیت‌های صوتی - تصویر متحرک                              | آواز ۲    | برنده    | [ ۲۰ ] |